# Медианта (музыка)
Медиа́нта (от лат. media — средняя) — тональная функция в мажорно-минорной тональности классико-романтического типа. Медиантами называют созвучия, образующиеся на III и VI ступенях лада.
- Верхняя медианта (медианта) — III ступень лада , находящаяся между I и V ступенями, то есть между тоникой и доминантой.
- Нижняя медианта (субмедианта) — VI ступень лада, находящаяся между IV и I ступенями, то есть между субдоминантой и тоникой.

- на фото изображены: субмедианта(VI), тоника(I), медианта(III)

Трезвучие, построенное на одной из медиант, имеет двойственное (бифункциональное) звучание: помимо своей основной функции, а именно, III ступень ― функция доминанты, VI ступень ― функция субдоминанты, медиантное трезвучие, заключающее в себе два общих звука с тоническим трезвучием, может восприниматься как тоническая функция. В музыке широко используется аккорд TSVI как тоническая гармония (так называемый прерванный каданс). 
Медиантные трезвучия обозначаются как TSVI и TDIII.